# イゴール・キリロフ
イーゴル・アナトリエヴィチ・キリロフ (ロシア語: Игорь Анатольевич Кириллов、1970年7月13日 - 2024年12月17日) は、ロシアの軍人。2024年にモスクワで暗殺された。

## 経歴
キリロフは1970年7月13日にロシア・ソビエト社会主義共和国コストロマで誕生した。
1987年にソ連軍に入隊。1991年にコストロマ化学防護高等軍事指揮学校を卒業した。2005年から2007年までセミョーン・チモシェンコ名称NBC防護軍事アカデミーに在学。
2014年9月、キリロフはセミョーン・チモシェンコ名称NBC防護軍事アカデミー校長に任命された。
2017年4月、キリロフはロシア連邦軍NBC防護部隊司令官に就任した。彼は新型多連装ロケット砲TOS-2 「トソチカ」の開発と採用に参加した。

### 2022年ロシアによるウクライナ侵攻
ロシアによるウクライナ侵攻後、主権国家に対する軍事行動に直接参加したとして、キリロフは国際制裁リストに追加された。2022年2月23日、カナダの制裁リストに追加された。2022年10月19日、ウクライナの制裁リストに追加された。2024年10月8日にイギリスからも制裁を受けた。
米国務省によると、ロシアはキリロフの指揮下で、第一次世界大戦で広く使用された窒息剤クロロピクリンや催涙ガスを戦場で使用した。化学兵器には、化学兵器禁止条約で戦争での使用が禁止されている刺激性化学物質CSとCNを装備した戦闘用手榴弾が含まれていた。
2024年12月16日 、ウクライナはロシア・ウクライナ戦争中に禁止されている化学兵器を使用したとしてキリロフを欠席裁判で起訴した。

### 暗殺
キリロフは2024年12月17日午前6時12分頃、モスクワで暗殺された。ロシア当局によると、キリロフは副官イリヤ・ポリカルポフ (Илья Поликарпов) とともに、リャザンスキー大通り沿いの住宅団地から出てきた際に死亡した。爆発は電動スクーターに仕掛けられた爆発装置の爆発によるもので、向かいの建物の窓ガラスを割るほどの威力があった。ロシア国営メディアによると、爆発装置には2010年のモスクワ地下鉄爆破テロで使用されたものとほぼ同量の爆発物が含まれていた。爆発装置にはTNT換算で約300グラムが含まれていた。
この事件でウクライナ保安庁は暗殺を認めた。ウクライナ保安庁の情報筋は、キリロフは「戦争犯罪者であり、完全に正当な標的だった」と述べ、「ウクライナ人を殺害した者には、このような不名誉な結末が待っている」と警告した。暗殺後、ロシア安全保障会議副議長ドミートリー・メドヴェージェフ元大統領は、ウクライナの軍事・政治指導部に対する「避けられない報復」を誓った。ロシア外務省報道官マリア・ザハロワは、キリロフは「恐れることなく働き」、「陰に隠れることはなかった」と述べた。国家院国防委員会のアンドレイ・カルタポロフ委員長は、キリロフを「威厳あるロシアの将軍」であり「尊敬される組織の指導者」と呼んだ。国家院議長ヴャチェスラフ・ヴォロージンは黙祷を捧げ、「軍の指導者であるだけでなく、何よりも科学者であった」と述べた。
米国務省報道官マシュー・ミラーは、米国は「事前にこれを知らず、関与もしていなかった」と報告し、キリロフの「残虐行為」とウクライナ軍に対する化学兵器使用への関与を非難した。